# Steinmauern
Steinmauern település Németországban, azon belül Baden-Württembergben. Lakosainak száma 3232 fő (2023. december 31.). Steinmauern Elchesheim-Illingen községgel határos.

## Népesség
A település népessége az elmúlt években az alábbi módon változott:
| Lakosok száma | 2174 | 3111 | 3089 | 3164 | 3231 | 3232 |
|               | 1975 | 2017 | 2019 | 2021 | 2022 | 2023 |